# 藤原章夫
藤原 章夫（ふじわら あきお、1964年（昭和39年）3月21日 - ）は、日本の文部官僚。文部科学事務次官を務めた。

## 経歴
岡山県岡山市出身、岡山県立岡山芳泉高等学校（6期生）を経て、1986年3月東京大学法学部卒業。国家公務員採用Ⅰ種試験（法律）に合格し、1987年4月に文部省入省。課長補佐時代には、愛知県西尾市中学生いじめ自殺事件を受けて国会対応や関係各方面との調整に当たった。
2017年には、文部科学省天下り問題では当時の人事課長として停職処分（1カ月）を受けた。
2023年8月8日、文部科学事務次官に就任。GIGAスクール構想に取り組んだ。
2025年7月15日、文部科学事務次官退任。

## 年譜
基本的な出典
- 1986年03月：東京大学法学部卒業
- 1987年04月：文部省入省
  - 1994年09月：文部省学術国際局国際企画課専門員（世界知的所有権機関派遣）
- 1995年
  - 02月：文部省初等中等教育局中学校課生徒指導専門官
  - 10月：香川県教育委員会文化行政課長
- 1997年04月：香川県教育委員会義務教育課長
- 1998年
  - 04月：文部省大臣官房人事課課長補佐
  - 09月：文部省学術国際局国際企画課専門員
- 1999年02月：外務省在フランス日本国大使館一等書記官
- 2002年
  - 03月：文部科学省初等中等教育局視学官
  - 09月：文部科学省大臣官房人事課人事企画官
- 2004年
  - 07月：文部科学省高等教育局視学官
  - 09月：文部科学省大臣官房付（命）文部科学省文部科学大臣秘書官事務取扱（中山成彬文部科学大臣）
- 2005年10月：文部科学省初等中等教育局企画官
- 2007年07月：文部科学省高等教育局専門教育課長
- 2009年07月：文部科学省高等教育局大学振興課長
- 2012年01月06日：文部科学省初等中等教育局教職員課長[8]
- 2013年01月15日：文部科学省初等中等教育局初等中等教育企画課長[9]
- 2014年07月25日：文部科学省大臣官房人事課長[10]
- 2015年08月04月：文部科学省大臣官房審議官（初等中等教育局担当）[11]
- 2016年
  - 06月：文部科学省大臣官房付
  - 06月：（併）内閣官房内閣審議官（内閣官房副長官補付） （～2017

年1月）
- - 06月：（命）内閣官房教育再生実行会議担当室長（～2017年1月）
- 2017年
  - 03月：（命）文部科学省大臣官房文部科学戦略官
  - 07月11日：文化庁文化部長[12]
- 2018年
  - 10月：文部科学省大臣官房付
  - 10月：内閣官房内閣審議官（内閣官房副長官補付）（命）内閣官房東京オリンピック競技大会・東京パラリンピック競技大会推進本部事務局総括調整統括官
- 2019年07月：（命）内閣官房オリンピック・パラリンピックレガシー推進室審議官
- 2021年09月21日：文部科学省総合教育政策局長[13]
- 2022年09月01日：文部科学省初等中等教育局長[14]
- 2023年08月08日：文部科学事務次官[6]
- 2025年07月015日：文部科学事務次官退任